# Charly Gaul
Charly Gaul (8 de dezembro de 1932, Pfaffenthal - 6 de dezembro de 2005, Luxemburgo) foi um ciclista de luxemburguês. 
Foi o vencedor do Tour de France em 1958 . Venceu o Giro d'Italia  em 1956 e 1959 .